# روز استقلال استونی

روز استقلال استونی (استونیایی: Eesti Vabariigi aastapäev) جشن ملی در استونی به مناسبت سالگرد صدور اعلامیه استقلال استونی در ۲۴ فوریه. سال ۱۹۱۸ است. روز استقلال که روز ملی استونی نیز محسوب میشود معمولاً به‌همراه کنسرت موسیقی و رژه اجرا میشود.